# Renate Künast

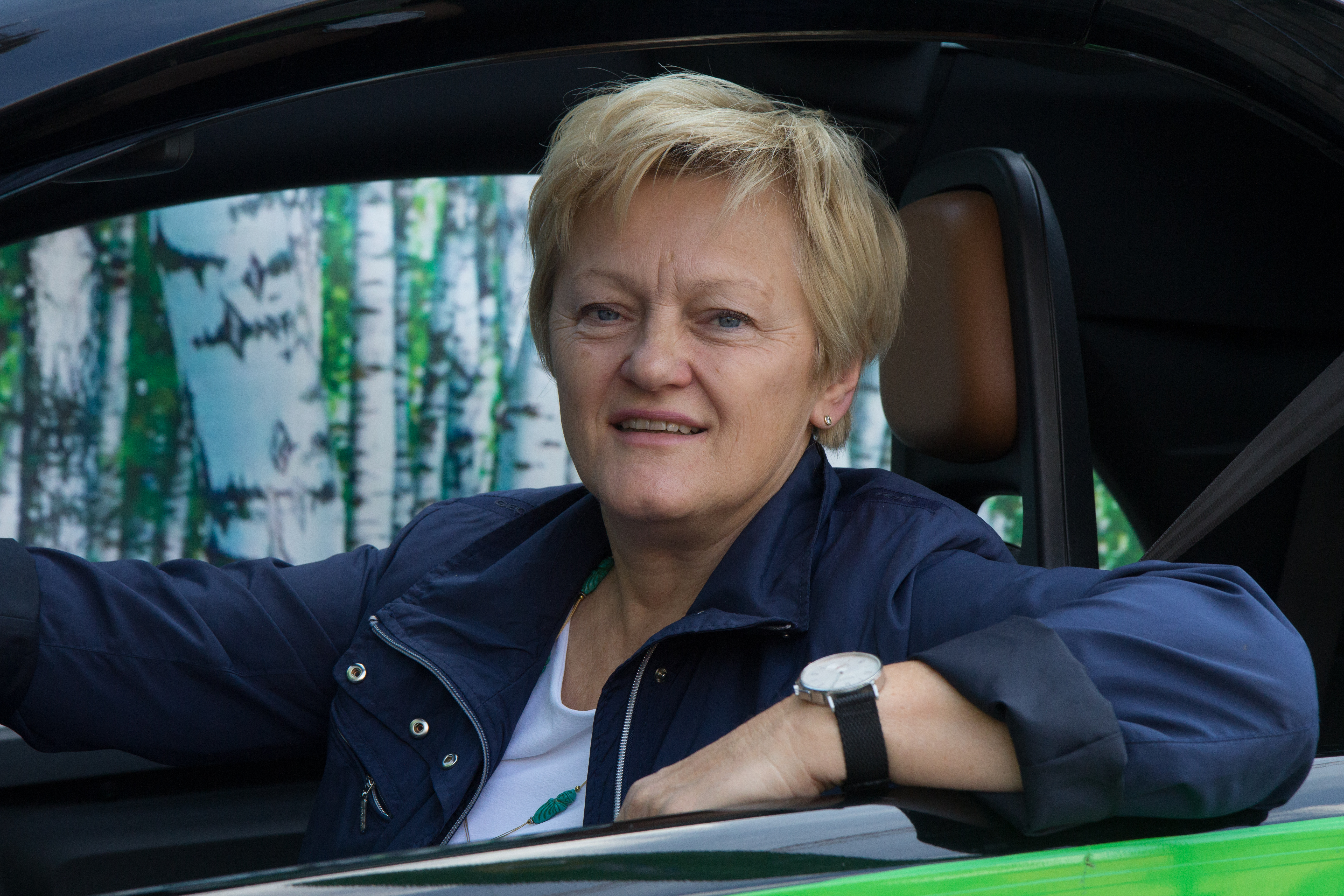
Renate Künast (2017)

Renate Elly Künast (* 15. Dezember 1955 in Recklinghausen) ist eine deutsche Politikerin (Bündnis 90/Die Grünen). Sie war von 2002 bis 2025 Mitglied des Deutschen Bundestages, von 2001 bis 2005 Bundesministerin für Ernährung, Landwirtschaft und Verbraucherschutz sowie von 2005 bis 2013 Vorsitzende der Bundestagsfraktion ihrer Partei. Von 2014 bis Januar 2018 war sie Vorsitzende des Rechtsausschusses des Bundestages.

## Leben

### Ausbildung und Beruf
Künast wuchs in einer Recklinghäuser Arbeiterfamilie auf und sollte nach dem Willen ihres Vaters die Hauptschule besuchen und möglichst bald eine Familie gründen. Sie konnte den Besuch der Realschule durchsetzen. Nach der Mittleren Reife wechselte sie auf eine Fachoberschule und erwarb 1973 das Fachabitur. Vom Wintersemester 1973 bis zum Sommersemester 1976 studierte sie Sozialarbeit an der Fachhochschule Düsseldorf. Es folgte ein Anerkennungsjahr 1976/77. Von 1977 bis 1979 arbeitete sie als Sozialarbeiterin in der Justizvollzugsanstalt Berlin-Tegel in West-Berlin. 1977 nahm sie ein Jurastudium an der Freien Universität Berlin auf, das sie nach zehn Semestern 1982 mit dem ersten juristischen Staatsexamen abschloss. Ihr Referendariat absolvierte sie unter anderem in der Kanzlei ihres Parteifreundes Wolfgang Wieland (1948–2023). Das zweite juristische Staatsexamen legte sie 1985 ab und trat in die Kanzlei Wielands ein. Als Rechtsanwältin spezialisierte sie sich auf die Gebiete Ausländerrecht, Strafrecht und Bürgerrechte. Mit Wieland durchlief sie wichtige Stationen ihres politischen Werdeganges. So führten beide gemeinsam jahrelang die Fraktion der Alternativen Liste für Demokratie und Umweltschutz im Berliner Abgeordnetenhaus.

### Politisches Engagement in der Alternativen Liste

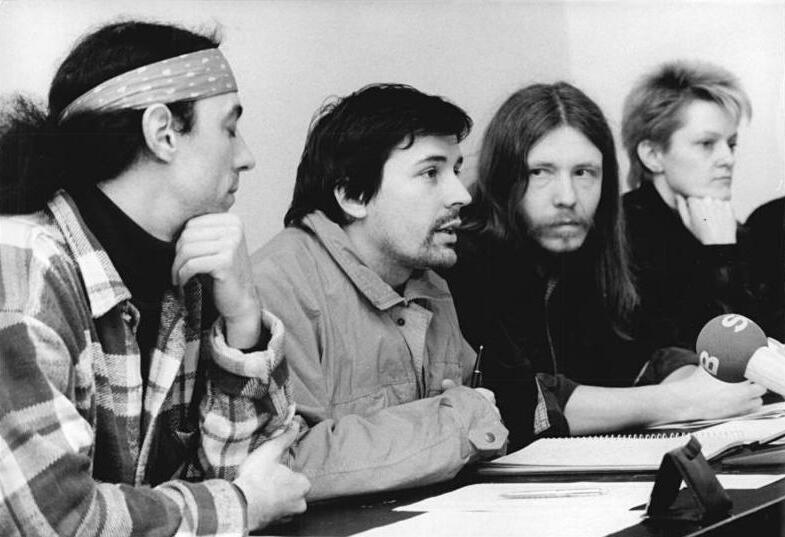
Renate Künast (ganz rechts) als Teilnehmerin einer Pressekonferenz von Totalverweigerern am 17. Januar 1990 in Berlin

1979 trat Künast in die Berliner Alternative Liste (AL) ein, die sich später der Bundesorganisation der Grünen anschloss und als dezidiert linker Landesverband galt. Künast engagierte sich in der Anti-Atomkraft-Bewegung und lebte zeitweise in der „Republik Freies Wendland“ in der Nähe von Gorleben. Seit dieser Zeit stand sie jahrelang, auch noch als Abgeordnete, unter Beobachtung des Verfassungsschutzes.

### Mitglied des Berliner Abgeordnetenhauses
Im März 1985 wurde Künast in das Abgeordnetenhaus von Berlin gewählt, aus dem sie wegen des Rotationsprinzips 1987 wieder ausschied. 1989 wurde sie erneut Abgeordnete und blieb dies – die Rotation war in der AL inzwischen abgeschafft – bis 1999.
Nach dem überraschenden Wahlsieg bei der Wahl zum Abgeordnetenhaus am 29. Januar 1989 löste eine rot-grüne Koalition zwischen den Berliner Sozialdemokraten und der AL die bisherige CDU/FDP-Regierung unter Eberhard Diepgen ab. Regierender Bürgermeister wurde Walter Momper. Renate Künast gehörte zur Verhandlungsdelegation, die den Koalitionsvertrag aushandelte. Als im März 1990 die Fraktionsvorsitzende der AL, Heidi Bischoff-Pflanz, aus Enttäuschung über die sich häufenden Misserfolge innerhalb des Regierungsbündnisses zurücktrat, wurde Renate Künast zu ihrer Nachfolgerin gewählt. Ihre enge Zusammenarbeit mit dem SPD-Fraktionschef Ditmar Staffelt hielt die Koalition wesentlich am Leben. Künast war allerdings auch maßgeblich daran beteiligt, das Regierungsbündnis nach der Räumung der Mainzer Straße in ungestümer und offensiver Weise aufzukündigen. Während sie allein dadurch, dass sie einem dezidiert linken Landesverband angehörte, ursprünglich als Parteilinke eingeschätzt wurde, praktizierte sie tatsächlich einen parteiflügelunabhängigen Kurs und wurde zunehmend von den Realos wie Joschka Fischer geschätzt.
In der Opposition blieb Künast bis 1993 Fraktionsvorsitzende. Danach konzentrierte sie sich wieder auf ihre rechtspolitische Tätigkeit im Abgeordnetenhaus. 1991 bis 1994 leitete sie die Enquête-Kommission Verfassungsreform des Abgeordnetenhauses. Von 1993 bis 1998 war sie rechtspolitische Sprecherin ihrer Fraktion.
Von 1998 bis 2000 war sie erneut Fraktionsvorsitzende. Bei der Berlinwahl 1999 trat Künast erstmals als Spitzenkandidatin ihrer Partei an, erhob bei dieser Wahl jedoch nicht den Anspruch, Regierende Bürgermeisterin werden zu wollen. Bündnis 90/Die Grünen verloren 3,3 Prozentpunkte und erhielten einen Stimmenanteil von 9,9 Prozent der Stimmen. Da eine Rot-Grüne Mehrheit nicht zustande kam, blieb Künast Fraktionsvorsitzende.
Nach dem Wahlsieg von Rot-Grün bei der Bundestagswahl 1998 prägte Künast als rechtspolitische Sprecherin ihrer Partei auch diese Koalitionsverhandlungen maßgeblich mit und wurde zeitweise als Kandidatin für das Justizressort gehandelt. 1999 war sie als mögliche EU-Kommissarin im Gespräch.

### Bundesvorsitzende von Bündnis 90/Die Grünen
Nach Turbulenzen innerhalb der Partei und in der Koalition mehrten sich die Stimmen, die eine Ablösung des glücklosen Duos Antje Radcke und Gunda Röstel forderten. Der „heimliche Vorsitzende“ Joschka Fischer betrieb nun aktiv die Ablösung des bisherigen Führungsduos und sprach sich offen für Künast als Nachfolgerin aus. Gerade diese Fürsprache brachte jedoch die Parteilinke um Christian Ströbele und Jürgen Trittin gegen sie in Stellung. Obwohl mit Fritz Kuhn bereits ein Kandidat des „Realo“-Parteiflügels für einen der beiden Sprecherposten gesetzt war und der parteiinternen Arithmetik gemäß der andere mit einer Frau des linken Flügels hätte besetzt werden sollen, wurde Renate Künast im Juni 2000 mangels einer gleichwertigen Alternative dennoch gewählt. Aufgrund des Prinzips der Trennung von Amt und Mandat bedeutete die Wahl, dass Künast ihr Abgeordnetenmandat und den Fraktionsvorsitz in Berlin aufgeben musste.

### Bundesministerin und Bundestagsabgeordnete

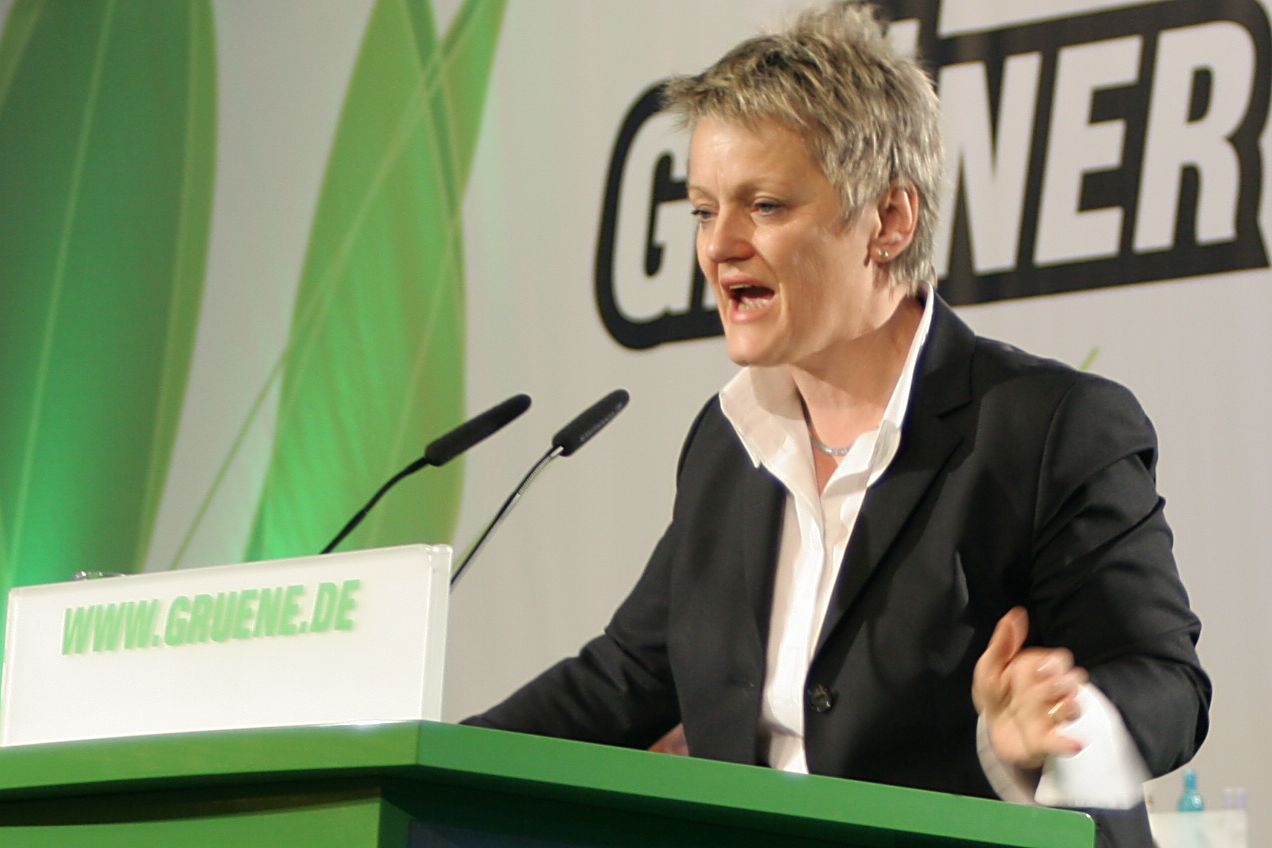
Renate Künast bei einer Rede (2006)

Vom 12. Januar 2001 bis zum 4. Oktober 2005 übernahm Künast das Bundesministerium für Ernährung, Landwirtschaft und Forsten in der von Bundeskanzler Gerhard Schröder geführten ersten rot-grünen Bundesregierung. Auf ihre Anregung hin wurde das vormalige Landwirtschaftsministerium um den (schon vorher in wichtigen Teilen wahrgenommenen) Aufgabenbereich des Verbraucherschutzes erweitert und in „Bundesministerium für Verbraucherschutz, Ernährung und Landwirtschaft“ umbenannt. Anlass für ihre Berufung waren die Rücktritte ihres Vorgängers Karl-Heinz Funke (SPD) und der Gesundheitsministerin Andrea Fischer (Bündnis 90/Die Grünen) wegen eines BSE-Skandals. Als Ministerin setzte Künast die „Agrarwende“ durch, ein Reformpaket, das eine Stärkung des Verbraucherschutzes, die Förderung der ökologischen Landwirtschaft sowie eine Ausweitung des Tierschutzes zum Ziel hatte. Noch bevor die Regierung Merkel ins Amt kam, verkündete Künast am 27. September 2005 (neun Tage nach der Bundestagswahl 2005) ihren Rücktritt als Bundesministerin, nachdem sie am selben Tag zur Fraktionsvorsitzenden gewählt worden war. Ihre Entlassung erfolgte am 4. Oktober 2005, für die restlichen Wochen führte ihr Parteikollege Jürgen Trittin ihre Amtsgeschäfte weiter.
Seit der Bundestagswahl 2002 ist Renate Künast Mitglied des Deutschen Bundestages. Künast ist seitdem immer über die Landesliste Berlin in den Bundestag eingezogen, bis 2013 jeweils als Berliner Spitzenkandidatin. Im Bundestag ist Künast eines von 12 Mitgliedern des Wahlausschusses, der bis 2015 die Hälfte der Richter des Bundesverfassungsgerichts bestimmte bzw. seither dem Plenum zur Wahl vorschlägt.

### Fraktionsvorsitzende im Bundestag und Berliner Spitzenkandidatin
Nach der Bundestagswahl 2005 wurde Künast am 27. September 2005 zusammen mit Fritz Kuhn zur Vorsitzenden der grünen Bundestagsfraktion gewählt, wobei sie sich im zweiten Wahlgang mit 33 von 51 Stimmen gegen ihre Mitbewerber Katrin Göring-Eckardt und Jürgen Trittin durchgesetzt hatte.
Im Oktober 2010 überholten die Berliner Grünen die SPD in einigen Umfragen und wurden als stärkste Partei bei der Wahl zum Abgeordnetenhaus von Berlin 2011 prognostiziert. Am 5. November 2010 verkündete Künast auf einer informellen Mitgliederversammlung der Berliner Grünen, dass sie für das Amt des Regierenden Bürgermeisters kandidieren wolle, am 7. November stellte der Landesparteitag sie offiziell als Kandidatin für das Regierungsamt auf. Künast stellte gleichzeitig klar, dass sie nur als Regierende Bürgermeisterin zur Verfügung stünde, nicht jedoch für niederrangige Funktionen in der Berliner Landespolitik. Bei der Wahl am 18. September 2011 erhielten die Grünen 17,6 Prozent der abgegebenen Stimmen. Sie blieben mit diesem Ergebnis hinter SPD (28,3 %) und CDU (23,3 %) auf dem dritten Platz; Klaus Wowereit blieb Regierungschef.

### Erfolglose Kandidatur als Spitzenkandidatin zur Bundestagswahl 2013 und Rückzug aus der ersten Reihe
Im August 2012 kündigte sie nach zwei Perioden als Fraktionsvorsitzende ihre erneute Kandidatur für das Grünen-Spitzenduo zur Bundestagswahl 2013 an. Allerdings unterlag Künast in der erstmals durchgeführten entsprechenden Urabstimmung der Grünen-Basis ihrem Kollegen Jürgen Trittin sowie überraschend der Bundestagsvizepräsidentin Katrin Göring-Eckardt, die die Grünen in die Bundestagswahl führten. Am 16. Februar 2013 wurde sie von der Landesmitgliederversammlung (LMV) zur Spitzenkandidatin der Berliner Grünen für die Bundestagswahl 2013 gewählt. In ihrem Wahlkreis Berlin Tempelhof-Schöneberg erreichte sie 2013 20,3 % der Erststimmen. Nach einem für die Grünen enttäuschenden Ergebnis bei der Wahl trat sie ebenso wie andere Spitzenfiguren der Grünen nicht mehr als Fraktionsvorsitzende an. Zur Bundestagswahl 2017 ließ sie sich in Berlin nur noch auf Listenplatz 3 aufstellen, um eine „Erneuerung an der Spitze“ zu erreichen, was den Umfragen entsprechend kein sicheres Mandat mehr für Künast bedeutete, aber nach einer langen Wahlnacht knapp für ihren Wiedereinzug ausreichte.
Im 20. Deutschen Bundestag war Künast ordentliches Mitglied im Ausschuss für Ernährung und Landwirtschaft und gehörte als ordentliches Mitglied dem Rechtsausschuss an. Zudem war sie Sprecherin der Grünen-Fraktion für Ernährung und Agrar.
Im Juli 2024 kündigte Künast an, bei der Bundestagswahl 2025 nicht erneut zu kandidieren.

### Mitgliedschaften
- Mitglied im Beirat der kirchenkritischen Bürgerrechtsvereinigung Humanistische Union.[17]
- Mitglied des Kuratoriums der Berliner Aids-Hilfe[18]
- Ehrenmitglied der International Raoul Wallenberg Foundation[19] und des Angelo Roncalli Committee.[20]
- Vizepräsidentin des Deutschen Bibliotheksverbandes e. V. (dbv).[21]
- Mitglied in der Deutschen Akademie für Fußball-Kultur.[22]

### Privates
Künast trennt ihr Privatleben weitgehend von ihrer Rolle in der Öffentlichkeit. In den 1990er Jahren war bei den „Grünen“ ihre Beziehung zum Berliner SPD-Fraktionschef im Abgeordnetenhaus, Ditmar Staffelt, umstritten. Sie ist seit 2011 mit dem Juristen Rüdiger Portius verheiratet. Das Paar lebt in Berlin.

## Politische Positionen
Künast fordert eine „Einbürgerung“ des Islam in Deutschland. So befürwortet sie die Einführung von Islamunterricht in deutschen Schulen und hielt gleichzeitig phasenweise den multikulturellen Prozess für gescheitert.
Zur Pädophilie-Debatte bedauerte sie 2013, sich zu spät von pädophilen Strömungen abgegrenzt zu haben, auch wenn sie diese niemals befürwortet habe.
2020 forderte Künast im Bundestag unter Beifall der Grünen, der Linken und einzelner Abgeordneter der SPD: „Wir brauchen ein Demokratiefördergesetz. Ich bin es, ehrlich gesagt, leid, dass wir seit Jahrzehnten dafür kämpfen, dass NGOs und Antifagruppen, die sich engagieren, nicht immer um ihr Geld ringen müssen und nur auf ein Jahr befristete Arbeitsverträge abschließen können.“ Kurz darauf erhob sie in einem Interview mit der Zeit ähnliche Forderungen. Bettina Röhl kommentierte Künasts Äußerungen in der Neuen Zürcher Zeitung, man dürfe die Frage stellen, „ob die Antifa so etwas ist wie eine verbeamtete RAF, eine Terrorgruppe mit Geld vom Staat unter dem Deckmantel ‚Kampf gegen rechts‘“.
Renate Künast spricht sich gegen eine strafrechtliche Regelung der Suizidassistenz aus und befürwortet ein Beratungsmodell. Ein entsprechender Gesetzentwurf wurde am 6. Juli 2023 im Bundestag ebenso wie ein u. a. von Lars Castellucci eingebrachter Gegenentwurf abgelehnt.

## Öffentliche Wahrnehmung
Jan Fleischhauer warf Künast einen Hang zu moralisierenden Vorverurteilungen von politischen Gegnern vor: Sie forderte öffentlich den Rücktritt von Außenminister Guido Westerwelle, Wolfgang Schäuble, Cornelia Pieper, Landwirtschaftsministerin Ilse Aigner, Verteidigungsminister Karl-Theodor zu Guttenberg, Bundespräsident Christian Wulff, Bahnchef Hartmut Mehdorn, Bischof Walter Mixa, SPD-Politiker Thilo Sarrazin und der Bildungsministerin Annette Schavan. Im November 2012 forderte sie überdies eine Teilauflösung des Verfassungsschutzes in der Affäre um den Nationalsozialistischen Untergrund.
Die Schauspielerin und Komikerin Martina Hill parodierte Künasts Auftreten u. a. in der Fernsehsendung Switch reloaded ab der sechsten Staffel.
In der Sendung Menschen bei Maischberger empfahl Künast der Polizistin Tania Kambouri bei Polizeieinsätzen in Moscheen die Schuhe auszuziehen, nachdem diese ihre Erfahrungen mit angeblich steigender Gewaltbereitschaft von muslimischen Immigranten geschildert hatte. Kambouri und Nordrhein-Westfalens damaliger Innenminister Ralf Jäger wiesen den Vorschlag zurück, da er die Einhaltung einer muslimischen Tradition über die Sicherheit der Beamten stellen würde.
Im Zusammenhang mit den Schüssen der Polizei Bayern auf den Täter des Angriffs in einer Regionalbahn bei Würzburg erregte Künast Aufsehen, indem sie beim Kurznachrichtendienst Twitter veröffentlichte: „Tragisch und wir hoffen für die Verletzten. Wieso konnte der Angreifer nicht angriffsunfähig geschossen werden???? Fragen! #Würzburg“. Danach warf der Vorsitzende der Deutschen Polizeigewerkschaft, Rainer Wendt, Künast „parlamentarische Klugscheißerei“ vor und empfahl: „Vielleicht sollte man Politikern grundsätzlich empfehlen, bei solchen Ereignissen 24 Stunden lang nicht zu twittern“. Bayerns Innenminister Herrmann verteidigte das Vorgehen der Polizei, da der Täter auch während seiner Flucht Menschen angriff. Verschiedene Parteikollegen distanzierten sich von Künasts Aussage und drückten ihr Vertrauen in die deutsche Polizei aus.
In der politischen Debatte über den Umgang mit und die Bekämpfung von Falschmeldungen, sogenannten Fake News, insbesondere in sozialen Netzwerken wie Facebook war Künast die Erste, die wegen einer Falschmeldung Strafanzeige stellte: Auf der Facebook-Seite „Widerstand deutscher Patrioten“ wurde Künast nach der Festnahme des Tatverdächtigen im Kriminalfall Maria L. wegen Verdacht des Mordes in Freiburg falsch zitiert. Das Zitat wurde fälschlicherweise als aus der Süddeutschen Zeitung entnommen angegeben. Erst drei Tage nachdem Künast die Falschmeldung gegenüber Facebook beanstandet hatte, wurde der Beitrag gelöscht, und Facebook entschuldigte sich in einem Schreiben bei der Bundestagsabgeordneten. Im Dezember 2016 erstattete Künast Strafanzeige gegen die Betreiber der Facebook-Seite und gegen Unbekannt.

Im Jahre 2019 klagte Künast, unterstützt durch die Nichtregierungsorganisation HateAid, gegen Facebook wegen schwerer Angriffe durch verschiedene Facebook-Nutzer gegen sie. Die Klage zielte auf Auskunft über die Identität der betreffenden Nutzer.
Das Landgericht Berlin wies unter dem 9. September 2019 die Klage ab. Als Ausgangspunkt der Angriffe wertete das Gericht einen Zwischenruf von Künast aus dem Jahr 1986 im Berliner Abgeordnetenhaus im Zusammenhang mit der damaligen Pädophilie-Debatte bei den Grünen, „Komma, wenn keine Gewalt im Spiel ist!“, erweitert von einem Netzaktivisten durch ein Künast in den Mund gelegtes „,ist Sex mit Kindern doch ganz ok. Ist mal gut jetzt“. Die von Künast beanstandeten 22 Äußerungen nun seien hier keine strafbaren Beleidigungen, keine bloße Herabwürdigung der Person, sondern zulässige Meinungsäußerungen in der Sache. Selbst wenn sie teilweise, wie das Gericht einräumte, „sehr polemisch und überspitzt und zudem sexistisch“ seien. Diese Entscheidung (27 AR 17/19) stieß in der Öffentlichkeit auf überwältigende Kritik. Gegen den Beschluss des Landgerichts legte Künast Beschwerde ein. Das Landgericht änderte daraufhin seinen Beschluss dahingehend ab, dass in sechs der 22 Fälle doch von strafbaren Beleidigungen auszugehen und insofern Künasts Auskunftsbegehren berechtigt sei. Wegen der restlichen sechzehn Fälle hielt Künast ihre Beschwerde aufrecht.
Das Kammergericht Berlin befand unter Beibehaltung der abändernden Entscheidung des Landgerichts in einem rechtskräftigen Beschluss (10 W 13/20), weitere sechs Kommentaräußerungen wiesen einen so massiven diffamierenden Gehalt auf, dass ungeachtet des Anlasses der Entgleisungen der Ausnahmetatbestand einer nicht mehr legitimierbaren Schmähkritik oder einer dieser gleichgestellten Formalbeleidigung erreicht werde. Auch die verbleibenden weiteren zehn Äußerungen seien als erhebliche ehrenrührige Bezeichnungen und Herabsetzungen einzustufen. Es sei nicht zu übersehen, dass es zu einem Sprachverfall und insbesondere unter Ausnutzung der Anonymität im Internet zu einer Verrohung bis hin zu einer Radikalisierung des gesellschaftlichen Diskurses gekommen sei. Unter Berücksichtigung der verfassungsgerichtlichen Vorgaben sei allerdings festzustellen, dass hier die Schwelle zum Straftatbestand der Beleidigung gemäß § 185 StGB nicht überschritten wurde. Aufgrund der derzeitigen Rechtslage also habe Künast hinsichtlich jener zehn Äußerungen keinen Anspruch auf Auskunftserteilung.
Auf Künasts Verfassungsbeschwerde hin hob das Bundesverfassungsgericht in einem Anfang Februar 2022 veröffentlichten Beschluss die Entscheidungen des Landgerichts Berlin und des Kammergerichts auf und verwies die Sache zu neuer Entscheidung an das Kammergericht zurück.
Nach dem Beschluss der Richter des Kammergerichts vom 31. Oktober 2022 muss Facebook der Politikerin die Daten von weiteren zehn Nutzern herausgeben, die Künast im Internet massiv beleidigt hatten.

## Kabinette
- Kabinett Schröder I
- Kabinett Schröder II

## Publikationen
- Der Mordfall Schmücker und der Verfassungs„schutz“. Dokumentation seit dem 29. September 1986, vorgelegt von Renate Künast (MdA), Februar 1987. Alternative Liste für Demokratie und Umweltschutz, Fraktion des Abgeordnetenhauses von Berlin, 1987.
- Klasse statt Masse. Die Erde schätzen, den Verbraucher schützen. Econ, München 2002, ISBN 3-430-18372-3.
- Die Dickmacher. Warum die Deutschen immer fetter werden und was wir dagegen tun müssen. Riemann Verlag, München 2004, ISBN 3-570-50062-4.
- Träume sind mir nicht genug. Was jetzt geschehen muss. Herder, Freiburg im Breisgau 2009, ISBN 978-3-451-30199-5.
- Hass ist keine Meinung. Was die Wut in unserem Land anrichtet. Heyne Verlag, München 2017, ISBN 978-3-453-20161-3.
- Rein ins Grüne, raus in die Stadt. Callwey, München 2019, ISBN 978-3-7667-2409-0.
- Mit Günther Beckstein: Schwarz vs. Grün. Ein Streitgespräch über Klima, Wachstum und eine gute Zukunft. Oekom Verlag 2021, ISBN 978-3-96238-252-0.